# Édith Vaucamps
Édith Vaucamps, née le 26 septembre 1879 à Maubeuge et morte le 12 octobre 1953 à Woluwe-Saint-Lambert, est une peintre et écrivaine belge.

## Biographie

### Jeunesse et famille
Édith Léonie Rose Camille Vaucamps naît le 26 septembre 1879 à Maubeuge, du mariage de Léon Vaucamps, chef de comptabilité, et de Julie Thérèse Camille Ghislaine Sion, demeurant à Maubeuge.
En 1900, Édith Vaucamps, domiciliée chez ses parents à Outreau épouse Paul Charles Hippolyte Liborel. Veuve, elle épouse, en secondes noces, en 1909, Henri Charles Rollet, puis, divorcée, épouse, en troisièmes noces, en 1922, Ernest Charles Tordeur, sous-directeur de société. Au moment de son troisième mariage, elle est domiciliée avec sa mère, au 105, rue Blomet dans le 15e arrondissement de Paris,.

### Parcours
Élève du peintre Louis Antoine Leclercq et active à Paris, Édith Vaucamps produit des œuvres influencées par l'art d'Henri Le Sidaner. Marie-Françoise Bouttemy la rattache à la colonie artistique d'Étaples.
En 1936, elle écrit dans le journal Marianne et reçoit pour son livre Labyrinthes, un recueil de trois nouvelles, le prix créé par le magazine Pourquoi pas ?,.
Toujours mariée à Ernest Tordeur, Édith Vaucamps meurt en 1953, en son domicile du 157 avenue de Mai à Woluwe-Saint-Lambert.

## Œuvres
- Étaples, le port, la nuit, entre 1900 et 1910, huile sur toile, 90 × 102 cm, collection particulière[6].

## Exposition
- « Le socle et la cimaise. Exposition Édith Vaucamps (Mme Ernest Tordeur », L'Art belge. Revue franco-belge du mouvement artistique, mars 1927, p. 6 (en ligne sur Gallica).

## Publication
- Labyrinthes, Bruxelles, La Renaissance du livre, 1935[8]